# Група Ладося
Група Александра Ладося, або Бернська група (пол. Grupa Ładosia, Grupa berneńska) — назва, яку отримали польські дипломати, а також єврейські громадські діячі, які під час ІІ Світової війни разом створили у Швейцарії систему нелегального виробництва паспортів південно-американських країн та країн Карибського басейну задля порятунку європейських євреїв від Голокосту.

## Склад групи
До складу групи входило чотири співробітники Дипломатичного представництва Республіки Польща, представник створеного Світовим єврейським конгресом комітету RELICO (Єврейський комітет допомоги жертвам війни), а також представник Аґудат Ісраель («Союз Ізраїлю»).  П'ять із шести членів були польськими громадянами, водночас половина — єврейської національності.
Члени групи:
- Александер Ладось (1891—1963), керівник польської дипломатичної місії в Берні у 1940—1945 роках
- Авраам Зільбершайн (1881—1951), адвокат, сіоністський діяч, довоєнний депутат Сейму РП, засновник рятівного комітету RELICO
- Константи Рокіцький (1899—1958), польський консул у Берні в 1939—1945 роках
- Хаїм Ейсс (1876—1943), торговець, що походив з Устриків-Долішніх, діяч Аґудат Ісраель із Цюриха
- Стефан Ринєвич (1903—1987), радник Посольства РП у 1938—1945 роках, заступник керівника місії Ладося
- Юліуш Кюль (1913—1985), аташе польської дипломатичної місії, експерт із питань контактів з єврейськими організаціями.

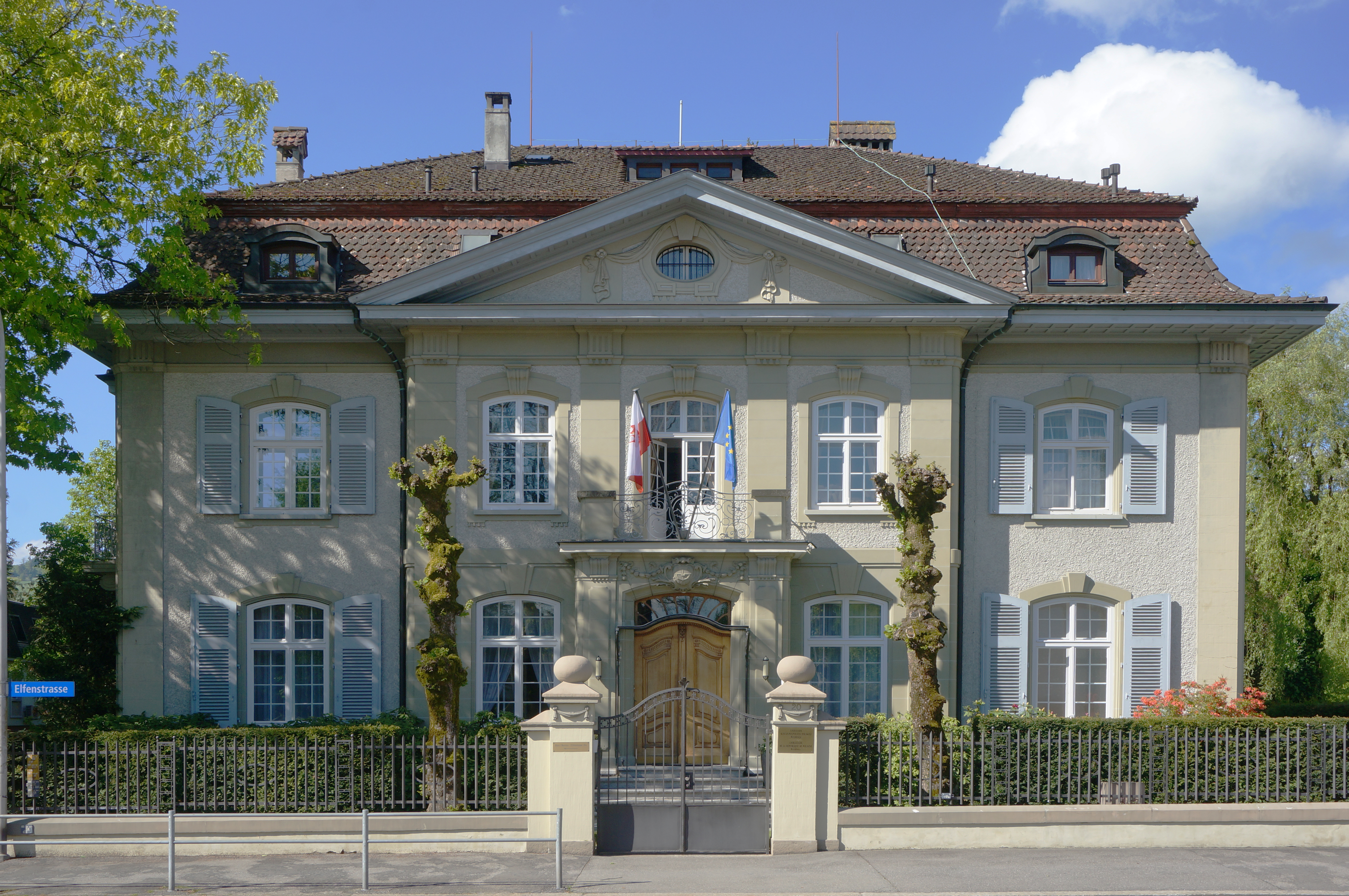
Резиденція Посла РП у Берліні, 2014 (під час війни приміщення дипломатичного представництва Польщі).

Бернська група була неформальним колом, вона не мала структури, а взаємини між її членами були нерівномірні. Під час виробництва паспортів основні контакти відбувалися між консулом Константином Рокіцьким, що був безпосереднім творцем більшості паспортів і займався їх купівлею на чорному ринку, та Авраамом Зільбершайном і Хаїмом Ейссом, які займалися контрабандою паспортів, фотографій та персональних даних поміж Берном та окупованою Європою, а також забезпечували значну частину фінансування операції. Роль Александра Ладося і Стефана Ринєвича полягала на тому, щоб забезпечити підтримку бернського дипломатичного корпусу, а також не допустити розкриття операції швейцарською поліцією. Вони обоє втручалися в цю справу 1943 року, протестуючи, відповідно, проти дій швейцарського міністра закордонних справ Марселя Піле-Ґола та начальника поліції Генріха Ротмунда. У свою чергу Юліуш Кюль, який, коли вибухнула війна, був 26-літнім доктором економії у Бернському університеті, влаштовував безпечні контакти між єврейськими організаціями та Посольством. У пізніші роки він також виконував функції заступника керівника консульського відділу. Скоріш за все, він також займався нелегальним транспортуванням бланків паспортів.

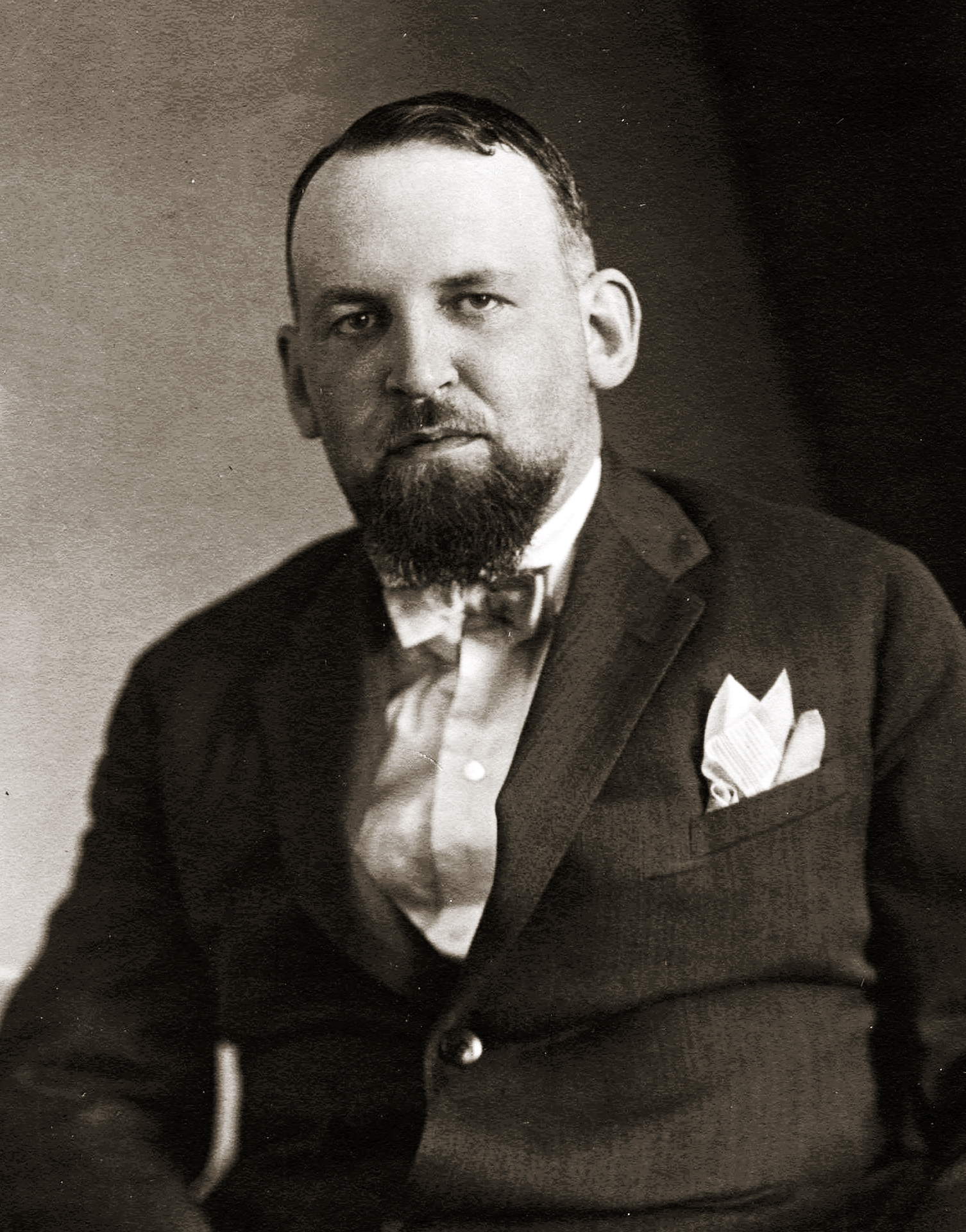
Александер Ладось
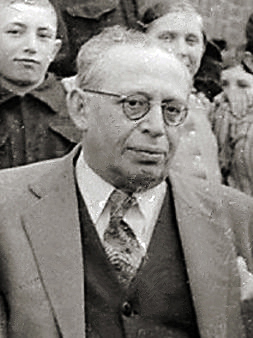
Авраам Зільбершайн
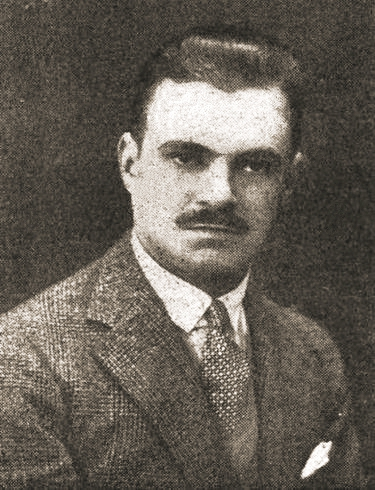
Константи Рокіцький
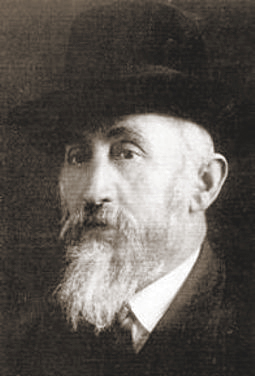
Хаїм Ейсс
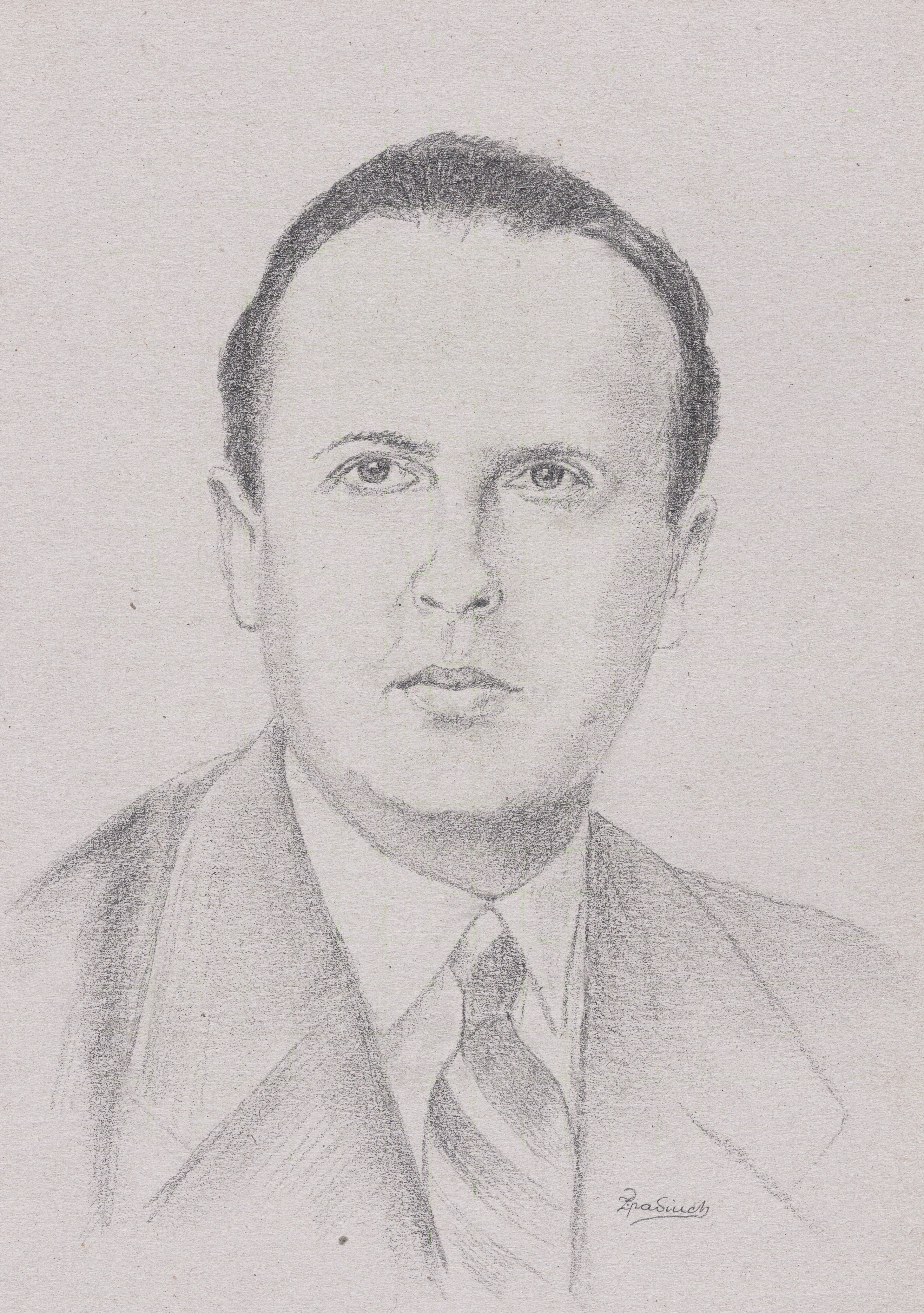
Стефан Ринєвич
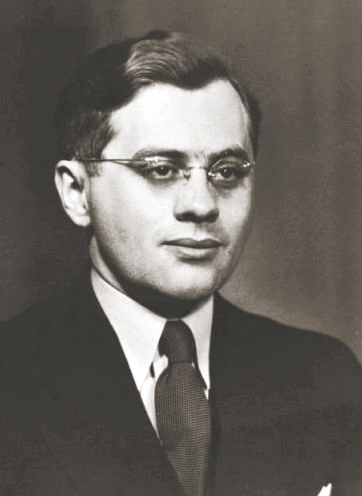
Юліуш Кюль

## Історична довідка
У вересні 1939 року у Польщу вторглися нацистська Німеччина й Радянський Союз, а згодом вони розділили її на дві окупаційні зони. Майже все 36-мільйонне населення країни, включно з понад 3 мільйонами євреїв, опинилося під німецькою та радянською окупацією. Водночас польський уряд відмовився підписати перемир'я і 17 вересня 1939 року перетнув кордон з Румунією, де був інтернований. Відповідно до конституції 1935 р. Президент Іґнацій Мосцицький призначив Владислава Рачкевича своїм наступником під час війни та подав у відставку. Новий польський уряд був сформований у Парижі та розпочав відновлення збройних сил на території Франції. Він також взяв під контроль все майно польської держави за кордоном, включаючи мережу дипломатичних представництв. Після вторгнення Німеччини до Франції уряд на чолі з прем'єр-міністром Владиславом Сікорським переїхав до Лондона, звідки продовжив боротьбу з Німеччиною. У континентальній частині Західної Європи польський уряд у вигнанні був представлений місіями у Швейцарії, Португалії, Іспанії та Швеції. Решта країн або опинилися під німецькою окупацією, або — під тиском німців — закрила польські дипломатичні представництва.
У Швейцарії польська місія розташовувалася на Ельфенштрассе у дипломатичному кварталі. Крім того, з 1940 року на Тунштрассе була орендована будівля, в якій перебував консульський відділ місії. З квітня 1940 р. керівником представництва був Александер Ладось, довоєнний посол у Латвії (1923—1926) і генеральний консул у Мюнхені (1927—1931). Ладось покинув Польщу в 1939 р. за наказом Владислава Сікорського, а в 1939—1940 роках він недовго був членом його уряду. У час, коли він заступив на посаду керівника місії в Берні, троє інших дипломатів — членів бернської групи — вже там працювали, Ринєвич з 1938 р., Кюль і Рокіцький з 1939 р. Рокіцький і Ринєвич знали один одного з часів роботи в Ризі (1934—1936) та, ймовірно, були близькими друзями. З Кюлем і Ладосем вони познайомилися лише в Берні. За три тижні до початку війни зі Львова до Женеви приїхав Авраам Зільбершайн, який мав бути представником Світового єврейського конгресу. У свою чергу Хаїм Ейсс жив у Швейцарії з початку ХХ століття і володів магазином у Цюриху. Обидва представники єврейських організацій до війни не були знайомі.

## Ідея і спосіб виготовлення паспортів Латинської Америки
На думку Юліуша Кюля, ідея створення фальшивих паспортів Латинської Америки виникла на рубежі 1939/1940 років і не була пов'язана з пізнішим Голокостом. Кілька десятків парагвайських документів (паспортів) мали бути виготовлені, щоб впливові євреї з підконтрольних Радянському Союзу територій могли покинути країну через Японію. Посольство знайшло почесного консула Парагваю, бернського нотаріуса Рудольфа Хюґлі, який був готовий продати чисті бланки паспортів. Хто їх заповнював і як вони передавалися до Радянського Союзу, невідомо. Однак слід врахувати, що на межі 1939 та 1940 рр. між Берном та радянським кордоном все ще існував пояс нейтральних країн, і формально можна було перетнути кордон. Спочатку припускали, що такі дії можуть бути лише поодинокими, оскільки справі загрожувало викриття. Проте пізніше виготовлення таких документів також мало місце і було епізодичним. Найвідомішим є випадок отримання Елі Штернбухом паспорта для своєї майбутньої дружини Ґути Айзенцвейґ та її матері Джини в листопаді 1941 року. Сім'я Штернбух отримала паспорт, зв'язавшись із Юліушем Кюлем. Невідомо, хто заповнив цей документ. Дослідження Яд Вашем 1957 року свідчать, однак, про те, що були виготовлені й інші паспорти — зокрема, у 1941 році, під час вторгнення Німеччини до Радянського Союзу та після створення єврейських гетто, були поодинокі власники таких паспортів. У деяких випадках таких осіб звільняли від обов'язку жити в гетто та носити пов'язку із зіркою Давида. Схема виробництва запрацювала на повну у 1942 році після Ванзейської конференції, коли розпочалося масове вбивство європейських євреїв. З цього моменту латиноамериканські паспорти по суті рятували від депортації до таборів смерті, а їхні власники потрапляли до таборів для інтернованих у Німеччині та окупованій Франції. Спочатку діяльність була хаотичною, що збільшувало  небезпеку викриття. Це, мабуть, стало причиною того, що Посольство втаємничило у цю справу Авраама Зільбершайна в 1942 р. Зільбершайн на допитах у поліції описував це так:
«У мене була зустріч у Посольстві РП у Берні, з I секретарем Ринєвичем та Рокіцьким, який очолює консульський відділ. Вони звернули мою увагу на той факт, що певні люди у Швейцарії займаються доставкою паспортів країн Південної Америки полякам з країн окупованих Німеччиною. Ці паспорти дозволяють їхнім власникам покращити своє становище. Ми мали справу із справжнім „чорним ринком“ паспортів. Представники Посольства висловили побажання, щоб я взяв на себе відповідальність за це, і зробив це від імені RELICO».

## Парагвайські паспорти

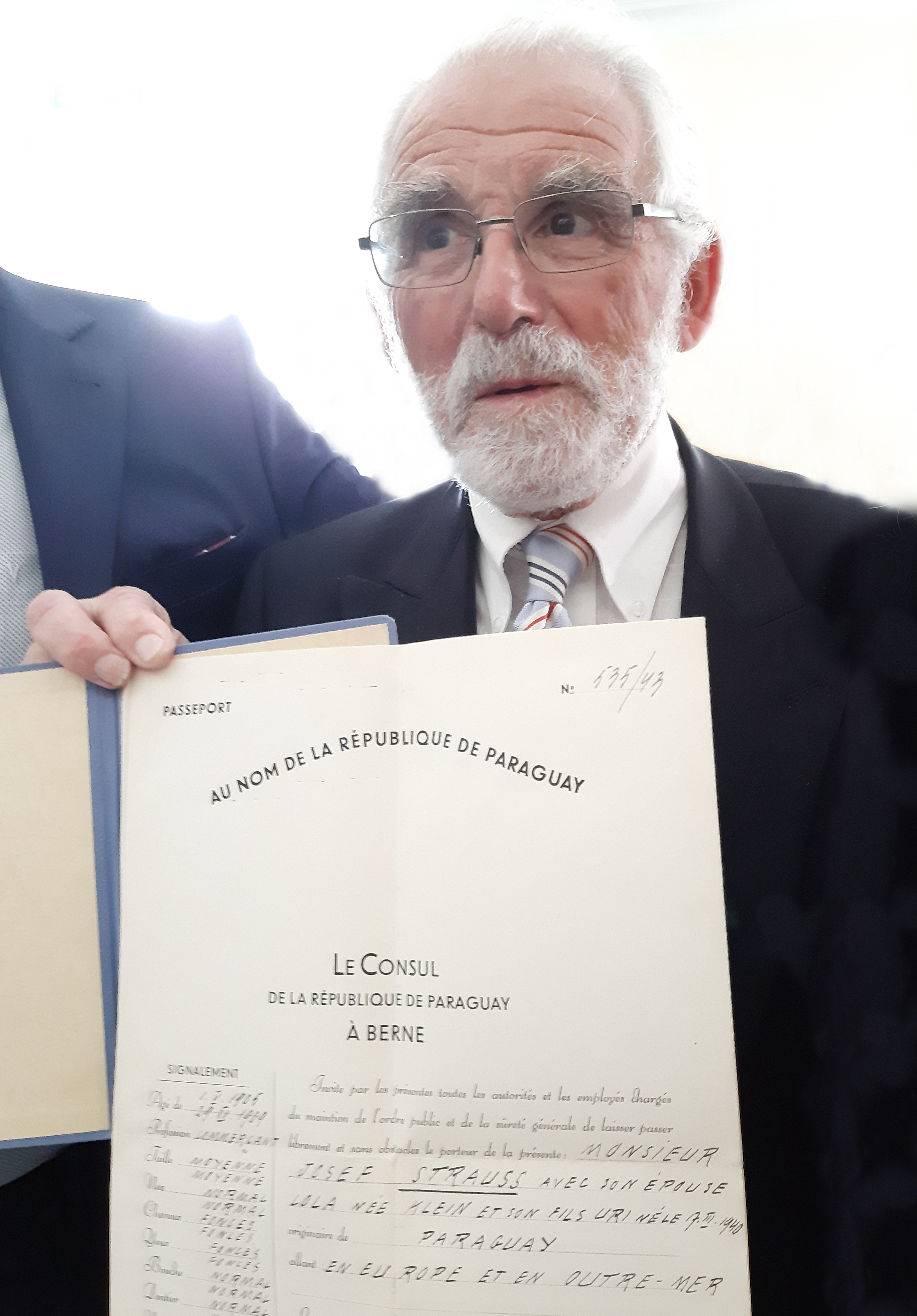
Урі Штраус, врятований Групою Александра Ладося, з фальшивим парагвайським паспортом.

Від початку головним центром паспортної операції стала вісь RELICO -Представництво. Зільбершайн висилав листи, на яких розповсюджувалася паспортизація, до консула Рокіцького, а той їх реєстрував та запускав виготовлення паспортів Парагваю. Типовий обмін кореспонденцією між Зільбершайном та Рокіцьким від кінця 1942 — початку 1943 року, а також пізніших місяців, складається з: листа від Зільбершайна з переліком осіб, яким мають видати документи, а також особисті дані та знімки кожної з цих осіб. Натомість Рокіцький відсилав Зільбершайну отримані паспорти чи їхні нотаріально завірені копії, а також лист консула Рудольфа Хюглі до кожного з бенефіціарів, у якому їх інформували про отримання паспорту. У січні 1943 року Хюґлі допитала поліція. Він дав такі показання:
«Робити паспорти я почав від середини 1942 року. Доктор Кюль був тією особою, якій спала на думку ідея видавати їх людям, які не мали жодних документів посвідчення особи й не мали громадянства. (…) Більшість справ залагоджувало польське представництво, а точніше його чиновник доктором Кюль (…). Це він був людиною, яка платила мені. Невідомо, чи знав про це посол. У будь-якому випадку, про все знав І Секретар С. Ринєвич, який сам заповнював паспорти й лише висилав їх мені для того, щоб я підписав та поставив печатку».
Впадає у вічі факт, що переважна більшість парагвайських паспортів видана між 18 та 30 грудня 1942 року й жоден не був виписаний у 1943 році. Тим не менше, кореспонденція між Зільбершайном та Рокіцьким, доступна в архіві Яд Вашем, вказує на те, що ці паспорти були видані заднім числом. Дуже ймовірно, що це було частиною домовленостей з Хюґлі. Навіть документи, створені восени 1943 року, були датовані 30 грудня 1942 року. Переважна більшість паспортів Парагваю виписані рукою консула Рокіцького.
Є також кілька паспортів, заповнених іншим почерком. Невідомо, чиїй руці він належить. Найбільш вірогідна версія, що їх заповнював Юліуш Кюль чи Стефан Ринєвич. Паспорти видавалися єврейським громадянам Польщі, Голландії, Словаччини та Угорщини, а також євреям без громадянства з Німеччини. Номери паспортів, які буди знайдені в архіві Зільбершайна в Яд Вашем, вказують на те, що було створено три серії цих документів, у кількості щонайменше 1056 штук. Паспорти видавались одній особі чи кільком одночасно. Це дає підстави стверджувати, що паспорти були виписані для 2100 осіб . Кожен паспорт коштував від 500 до 2000 франків. Гроші надходили за посередництва Рокіцького, Кюля та Ринєвича до Рудольфа Хюґлі. Це принесло йому за час усієї акції гігантський прибуток. Для порівняння, тодішня місячна зарплата посла Ладося становила 1800 франків, а Юліуша Кюля — 350 франків (самі дипломати посилалися на гуманітарний мотив) . Водночас для величезної кількості осіб готувалися так звані листи – підтвердження громадянства Парагваю без заповнення паспорту. Осіб із цього списку було не набагато менше ніж власників самих паспортів Парагваю.

## Паспорти Перу та Сальвадору
У 1943 році Зільбершайн налагодив контакт з консулом Перу в Женеві Хосе Баретто, котрому, як зізнався, вручив 10-12 тисяч франків — за 28 паспортів. Про це був поінформований консул у Перу, який звільнив Баретто. У цій справі дійшло до суперечки між Зільбершайном та Ринєвичем, який закинув йому діяльність у власних інтересах та «створення ілюзії конспірації». З цього листування випливає, що польське Представництво вимагало повної інформації на тему паспортів. Ринєвич також здійснив невдалу спробу порятунку Баретто та приховання справи, й також організував подібну акцію представництва РП в Лімі. У 1943 році Зільбершайн налагодив контакт з єврейським працівником Генерального Консульства Сальвадору в Женеві Ґеорґесом Манделем-Мантелло (Дьйордь Мандль), який, імовірно за згодою свого керівника консула Артуро Кастеланоса, передавав йому заповнені паспорти та підтвердження громадянства. Польське Представництво було, швидше за все, поінформоване про кількість виписаних паспортів та про контакти з Манделем-Мантелло, однак бракує доказів, що воно брало участь у видачі документів.  Артуро Кастеланос був оголошений Яд Вашем у 2010 році Праведником народів світу.

## Паспорти Гондурасу, Гаїті та інших держав
Під час отримання паспортів Гондурасу Зільбершайн контактував безпосередньо з Антоном Бауером, колишнім почесним консулом Гондурасу, який викрав печатку та виписував нелегально документи в своєму офісі в Берні. Отримувачем листів Зільбершайна була донька Бауера — Ізабелла. Однак в одному випадку простежуються сліди видачі паспортів за посередництвом Рокіцького. 27 травня 1943 року Зільбершайн попросив його організувати на наступний день серію паспортів, і ця дата стоїть як мінімум у двох паспортах Гондурасу.

## Наслідки діяльності групи
Авраам Зільбершайн звітував у січні 1944 року, що завдяки їхній діяльності близько 10 тис. осіб були врятовані від масового вивезення до німецьких таборів смерті. За його даними ці особи перебували у таборах інтернованих у Тіттмонінґу, Лібенау та Берґен-Бельзен у Німеччині, а також у таборі Віттель у Франції. У березні 1944 року Німеччина знищила табір у Віттель, убивши від 200 до 300 в'язнів, однак більшість згаданих Зільбершайном таборів не була знищена. В одному з документів ішлося про те, що лише в одному додатковому невеликому таборі Берґен-Бельзен перед самим звільненням перебувало понад 1100 власників південноамериканських паспортів. Зільбершайн також писав, що багатьох із них він зустрів під час свого візиту до Польщі у травні 1946 року.
2019 року за редакцією Якова Кумоха був опублікований список імен і прізвищ 3262 євреїв, які отримали паспорти, видані Групою Ладося. Список також містить назву країни, документи якої ця особа отримала.  Опитування було проведено, зокрема, у Бад-Арользен, Яд Вашем та на підставі матеріалів Архіву нових документів у Варшаві. Згідно з даними науковців станом на 24 жовтня 2019 року від 5 до 7 тис. прізвищ власників паспортів Ладося досі лишаються невідомими.

## Публікації про Бернську групу
У публікаціях на цю тему діяльність Бернської групи найчастіше приписувалася її окремими членам. Цьому сприяв факт конспірації групи, а також відсутність повноцінних спогадів кого-небудь з її членів. Найближче до реалізації цього був Александр Ладось, який анонсував опис справи паспортів у третьому, незакінченому томі спогадів. Роботу над ним перервала його смерть у грудні 1963 року. Дипломати з Бернської групи — Ладось, Рокіцький, Кюль та Ринєвич — були названі на прізвища в списку з подяками від Аґудат Ісраель у січні 1945 року. 2015 року Аґнєшка Гаска опублікувала статтю про порятунок євреїв Посольством РП у Берні. Лише журналісти Збіґнєв Парафянович та Міхал Потоцький описали у серпні 2017 року справу повноцінно, визнаючи внесок усіх членів групи у порятунку власників паспортів. Цій історії присвячено вірш «Паспорти», написаний у Варшавському гетто польсько-єврейським поетом Владиславом Шленґелем . Композитор Макс Ковальський написав музику до вірша Шленґеля, а група Sholem записала твір 2018 року.

## Вшанування
28 грудня 2018 року, за день до річниці смерті посла Александра Ладося, на варшавському цвинтарі Повонзки відбулося богослужіння за участю Міністра закордонних справ Яцека Чапутовича, заступника державного секретаря Міністерства культури та національної спадщини Польщі Маґдалени Ґавін, а також родичів міністра Александра Ладося і консула Константина Рокіцького та полковника Влодзімієжа Цєшковського, солдата частин Польської Армії на Заході, інтернованих у Швейцарії. На цвинтарі був присутній рабин Аріель Зарецький (з Релігійного єврейського управління у Варшаві), представники Громадсько-культурного товариства євреїв з Варшави, представники Американського єврейського комітету. З-поміж запрошених дипломатичних представників був тільки Повірений у справах від Посольства Швейцарії. «Особливо дивувала відсутність дипломатів з Ізраїлю».
У червні 2019 року членів Бернської групи посмертно відзначили нагородою Virtus et Fraternitas.

## Альтернативна версія Інституту Яд Вашем
У квітні 2019 року Інститут Яд Вашем повідомив про відзначення нагородою Праведники народів світу консула Константина Рокіцького, якого вони визнали лідером Бернської групи, та про визнання заслуг «консулів» Александра Ладося та Стефана Ринєвича. Через фактографічну помилку (Ладось і Ринєвич мали вищі за Рокіцького посади, жоден з них не був консулом) родина Рокіцького відмовила прийняти нагороду, поки інститут не вирішить справу інших двох дипломатів. Рішення спричинило також реакцію понад 30 осіб, врятованих Бернською Групою, які написали листа протесту інституту Яд Вашем. Посол РП у Швейцарії Якуб Кумох, назвав рішення Яд Вашем «непорозумінням», звертаюшу увагу на те, що Рокіцький діяв під керівництвом Ладося та Ринєвича. До протесту приєднався один з першовідкривачів Бернської групи, почесний консул у Цюриху Маркус Блехнер.